# Alejandro Daniel Toledo
Alejandro Daniel Toledo (Corrientes, Argentina; 16 de mayo de 1990) es un futbolista argentino. Juega de delantero y su equipo actual es el Envigado F.C. de la Primera A.

## Trayectoria
Debutó en Boca Unidos a la edad de 18 años en el Torneo Argentino A 2007/08. De allí pasó a las inferiores de Boca Juniors. En 2010, pasó a jugar a préstamo por un año en Textil Mandiyú en el Torneo Argentino B 2010/11. Al finalizarse el préstamo, se le otorga la carta de libertad y pasa a jugar nuevamente en Boca Unidos pero en la Primera B Nacional 2011/12.
En 2013, pasó a vestir los colores de San Jorge de Tucumán disputándo el Torneo Argentino A 2012-13. Luego tuvo un nuevo paso por Boca Unidos y después San Jorge de Tucumán. En 2015, fichó por Unión Aconquija con el que disputó el Torneo Federal A 2015.
En 2016, llegó a Gimnasia y Esgrima de Mendoza para disputar el Torneo Federal A 2016.

## Clubes
| Club                | País      | Año           |
| ------------------- | --------- | ------------- |
| Boca Unidos         | Argentina | 2007 - 2008   |
| Textil Mandiyú      | Argentina | 2010 - 2011   |
| Boca Unidos         | Argentina | 2011 - 2012   |
| Deportivo San Jorge | Argentina | 2012 - 2013   |
| Boca Unidos         | Argentina | 2013 - 2014   |
| Deportivo San Jorge | Argentina | 2014          |
| Unión Aconquija     | Argentina | 2015          |
| Gimnasia y Esgrima  | Argentina | 2016          |
| Deportivo Santaní   | Paraguay  | 2017 - 2019   |
| San Lorenzo         | Paraguay  | 2019-2020     |
| Guaireña            | Paraguay  | 2020          |
| Envigado F.C.       | Colombia  | 2021-presente |

### Estadísticas
| Boca Unidos Argentina                |               |               |     |    |   |    |     |      |      |
| 3.ª                                  | 2007-08       | 2             | 2   | -  | - | 2  | 2   | 1,00 |      |
| Total club                           | Total club    | 2             | 2   | -  | - | 2  | 2   | 1,00 |      |
| Textil Mandiyú Argentina             |               |               |     |    |   |    |     |      |      |
| 4.ª                                  | 2010-11       | 16            | 4   | -  | - | 16 | 4   | 0,25 |      |
| Total club                           | Total club    | 16            | 4   | -  | - | 16 | 4   | 0,25 |      |
| Boca Unidos Argentina                |               |               |     |    |   |    |     |      |      |
| 2.ª                                  | 2011-12       | 12            | 1   | -  | - | 12 | 1   | 0,08 |      |
| 2.ª                                  | 2012-13       | 8             | 0   | -  | - | 8  | 0   | 0,00 |      |
| Total club                           | Total club    | 20            | 1   | -  | - | 20 | 1   | 0,05 |      |
| San Jorge (T) Argentina              |               |               |     |    |   |    |     |      |      |
| 3.ª                                  | 2012-13       | 9             | 2   | -  | - | 9  | 2   | 0,22 |      |
| Total club                           | Total club    | 9             | 2   | -  | - | 9  | 2   | 0,22 |      |
| Boca Unidos Argentina                |               |               |     |    |   |    |     |      |      |
| 2.ª                                  | 2013-14       | 21            | 1   | 1  | 0 | 22 | 1   | 0,05 |      |
| Total club                           | Total club    | 21            | 1   | 1  | 0 | 22 | 1   | 0,05 |      |
| San Jorge (T) Argentina              |               |               |     |    |   |    |     |      |      |
| 3.ª                                  | 2014          | 12            | 3   | 1  | 0 | 13 | 3   | 0,23 |      |
| Total club                           | Total club    | 12            | 3   | 1  | 0 | 13 | 3   | 0,23 |      |
| Unión Aconquija Argentina            |               |               |     |    |   |    |     |      |      |
| 3.ª                                  | 2015          | 31            | 10  | -  | - | 31 | 10  | 0,32 |      |
| Total club                           | Total club    | 31            | 10  | -  | - | 31 | 10  | 0,32 |      |
| Gimnasia y Esgrima (M) Argentina     |               |               |     |    |   |    |     |      |      |
| 3.ª                                  | 2016          | 4             | 0   | -  | - | 4  | 0   | 0,00 |      |
| Total club                           | Total club    | 4             | 0   | -  | - | 4  | 0   | 0,00 |      |
| Total carrera                        | Total carrera | Total carrera | 115 | 23 | 2 | 0  | 117 | 23   | 0,20 |
| (1) Incluye datos de Copa Argentina. |               |               |     |    |   |    |     |      |      |